# Michaił Takew
Michaił Takew Junakow (bułg. Михаил Такев Юнаков, ur. 10 marca 1864 w Peszterze, zm. 24 stycznia 1920 tamże) – bułgarski prawnik, wojskowy i polityk, major, dwukrotny minister spraw wewnętrznych Carstwa Bułgarii.

## Życiorys
Po ukończeniu szkoły w Płowdiwie rozpoczął służbę wojskową. Wziął udział w wojnie serbsko-bułgarskiej 1885 walcząc w szeregach 7 pułku piechoty w bitwach pod Sliwnicą i Pirotem. Wraz z kadetami ze szkoły wojskowej uczestniczył w detronizacji księcia Aleksandra I Battenberga, za co na krótko został ze szkoły usunięty. Szkołę ukończył w 1887, w stopniu podporucznika artylerii. Służył w 3 pułku artylerii. Oskarżony o udział w przygotowaniach do wojskowego zamachu stanu, w 1890 odszedł z armii.
W 1892 ukończył studia prawnicze we Francji, a po powrocie do kraju pracował jako adwokat w Pazardżiku. Po dymisji Stefana Stambołowa związał się z Partią Demokratyczną, a w 1895 objął kierownictwo Towarzystwa Macedońsko-Odryńskiego w Peszterze. Organizacja nie przejawiała aktywnej działalności i w 1902 Takewa zastąpił Dimityr Pisarew.
23 maja 1897 podróżujący z Aleko Konstantinowem do Pazardżika Takew został napadnięty przez mieszkańców wsi Radiłowo, którzy od dawna toczyli spór o ziemię z rodzinnym miastem Takewa, Peszterą. W ostrzelanym powozie zginął Konstantinow, a Takewowi udało się ujść z życiem.
W 1908 objął tekę ministra spraw wewnętrznych w gabinecie Aleksandra Malinowa, a w latach 1910–1911 kierował resortem robót publicznych, dróg i komunikacji. W czasie I wojny bałkańskiej służył jako oficer rezerwy w 1 Armii. Pod koniec I wojny światowej ponownie stanął na czele resortu spraw wewnętrznych i zdrowia publicznego w gabinecie Aleksandra Malinowa. 24 stycznia 1920, na dzień przed planowanymi wyborami parlamentarnymi, Takew został zamordowany przed swoim domem w Peszterze przez komunistę Georgi Donskiego. Przyczyną zamachu był konflikt o podłożu osobistym. Georgi Donski poddał się policji, ale zginął w czasie próby ucieczki, zanim dobiegł końca jego proces.
Imię Takewa nosi jedna z ulic w Płowdiwie.